# Biotechnologie
Biotechnologie is de technologische toepassing van biologische kennis. Voorbeelden variëren van fermentatieprocessen als kaasmaken tot hightech laboratoriumwerk. De term is een neologisme uit 1969.
Voorbeelden van de klassieke biotechnologie zijn het fokken van dieren, het veredelen van planten en het fermenteren van biologisch materiaal. Bij fermentatie worden bacteriën, celculturen of schimmels, zoals gist, ingezet. Dit wordt toegepast bij het brouwen van bier, het bereiden van kaas en yoghurt, en de vinificatie van wijn. 
De moderne biotechnologie onderscheidt zich van de klassieke biotechnologie, door het toepassen van nieuwe ontdekkingen in de moleculaire biologie, waardoor recombinant-DNA technologie mogelijk werd.

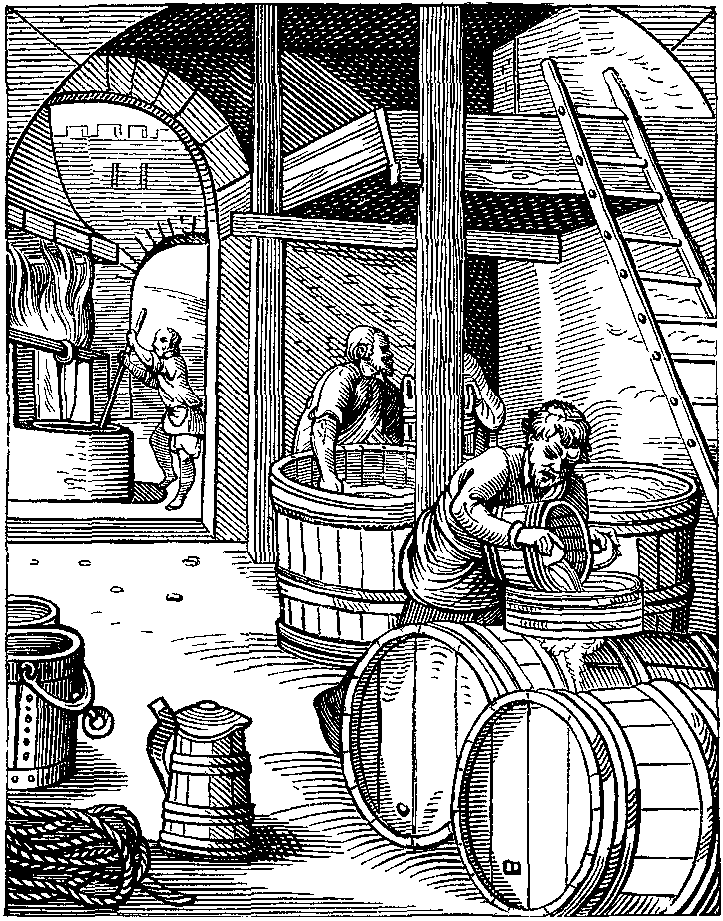
16de-eeuwse brouwerij
Het brouwen van bier was een vroege toepassing van biotechnologie

## Moderne biotechnologie
De moderne biotechnologie maakt gebruik van recombinant-DNA-technologie. Hiermee kunnen DNA-fragmenten opnieuw gecombineerd worden. Deze techniek bestaat pas enkele decennia, sinds het in de moleculaire biologie mogelijk werd om DNA te analyseren en te modificeren. In 1974 werd ontdekt dat de kroongalbacterie agrobacterium tumefaciens een DNA-stukje van een plasmide overdroeg naar het planten-genoom van zijn gastheer, en dat dit stukje DNA de plant aanzette tot de vorming van kroongallen op de plantenwortels. Door verder onderzoek is geleerd, gericht de eigenschappen van cellen te beïnvloeden. Deze techniek maakt het mogelijk om organismen zodanig aan te passen dat ze aansluiten op de behoefte. Vanwege de onbekendheid met de mogelijke gevolgen voor gezondheid en milieu, worden ggo's, anders dan rassen uit de klassieke plantenveredeling, uitvoerig getest alvorens ze worden vrijgegeven.

## Toepassingen
Een belangrijk onderdeel van de biotechnologie betreft het onderzoek naar processen om micro-organismen stoffen om te laten zetten, ten behoeve van de voedingsindustrie en afvalwaterzuiveringsinstallaties. Er wordt daarnaast geëxperimenteerd met de kweek van algen om als menselijk voedsel te dienen. Ander biotechnologisch onderzoek betreft de productie van eiwitten, peptiden en vaccins. In eencellige organismen als gisten, bacteriën, en in losse dierlijke cellen, wordt in fermentoren het eiwit geproduceerd, en vervolgens als zuivere stof geïsoleerd. Voorbeelden van op deze manier verkregen eiwitten zijn recombinante insuline (die voorheen werd verkregen uit organen van varkens), en Factor VIII, een stollingsfactor die wordt gemist door hemofiliepatiënten (traditioneel gewonnen uit bloedplasma van donoren).

### Voedselbereiding
De voedselbereiding maakt veel gebruik van biotechnologie. Zo wordt bier gebrouwen doordat gisten de aanwezige suikers omzetten in smaakgevende en conserverende alcohol. Yoghurt wordt gemaakt door de melkzuurbacterie toe te voegen aan melk, brie is bedekt met schimmels. Dit zijn traditionele biotechnologische processen. 
De moderne biotechnologie heeft zijn intrede gedaan in de voedselbereiding. Over dit onderwerp werd in Nederland in 2001 een breed maatschappelijk debat 'Eten en genen' georganiseerd (commissie-Terlouw).
- Sojabonen en maïs zijn genetisch zo gewijzigd dat ze bestand zijn tegen insecten en onkruid-bestrijdingsmiddelen. Vooral in Amerika worden deze maïs en soja al veel gekweekt.
- Chymosine, gewonnen uit de lebmaag van een kalf, wordt gebruikt bij de kaasbereiding. Het is echter ook op diervriendelijke manier te produceren, namelijk door micro-organismen.
- Aroma's die smaak geven aan voedingsmiddelen worden op grote schaal geproduceerd door micro-organismen.
- Ook enzymen worden geproduceerd door genetisch gewijzigde micro-organismen. Deze enzymen worden gebruikt bij de productie van voedingsmiddelen.

Verder vindt er biotechnologisch onderzoek plaats naar andere aspecten van menselijke voeding, bijvoorbeeld de rol die het symbiotische microbioom speelt tijdens de spijsvertering in de darmen: de zogenaamde darmflora.

### Onderzoek naar ontwikkeling en werking van het lichaam
Bij fruitvliegen, en inmiddels ook bij steeds complexere organismen, wordt onderzocht welke genen verantwoordelijk zijn voor de opeenvolgende stappen in de ontwikkeling. Bijvoorbeeld de plaats en de vorm van de ledematen. Door analogie kan dit onderzoek leiden tot inzicht in de ontwikkeling bij mensen.

De genen van de muis, en in het algemeen van alle zoogdieren, lijken sterk op die van de mens. Door onderzoek bij muizen met misvormde genen of zogenaamde knock-outs (muizenrassen waarbij selectief een gen of groep genen is uitgeschakeld), wordt onderzocht welk gen waarvoor verantwoordelijk is.

### Veranderen van grootte of groeisnelheid van dieren
De tilapia is een vissoort die veel gegeten wordt in de tropen. Met behulp van genetische modificatie worden tilapia's gekweekt die driemaal zo zwaar kunnen worden als een wild exemplaar. Ook zijn er reeds zalmen gekweekt met genetische manipulatie, die daardoor aanzienlijk sneller groeien dan wilde zalmen, en die ook in koud water doorgroeien. De FDA zal waarschijnlijk op korte termijn toestemming geven om deze zalm in productie te nemen. Het gaat om triploïde, steriele vrouwtjes.
Met traditionele kweekmethodes zijn ook reeds indrukwekkende resultaten behaald. De in Nederland voor het vlees gekweekte kippen bijvoorbeeld bereiken in 38 dagen hun slachtgewicht, waar hun wilde voorouders daar vele maanden over zouden doen. Door de juiste genen te kennen zou men door te kweken steeds grotere of kleinere dieren kunnen kweken.
Naast het doel van extra voedselopbrengst is er ook een mogelijkheid van nieuwe huisdieren.

### Kweken van organen
De genetica maakt het mogelijk om menselijke organen op dieren te kweken, die vervolgens via xenotransplantatie ingeplant kunnen worden bij de mens. Een probleem na de transplantatie, is het risico op afstoting van het orgaan door de activiteit van antistoffen. Door het uitzetten van het gen dat de antistof alfa-Gal aanmaakt, kon een baviaan zes maanden lang leven met een varkenshart. Dit werd geprobeerd door het verwijderen van het gal-gen bij varkens. In Virginia zijn varkens geboren zonder dat gen, na kunstmatige bevruchting met een aangepast gen.
Er stellen zich bij het gebruik van dierlijke organen echter nog andere problemen. De retrovirussen van varkens kunnen zich kruisen met menselijke retrovirussen, waarvoor de mens niet immuun is.

### Maken van proteïnen en polypeptiden
In Schotland heeft men bij schapen een menselijk gen ingebracht. Longemfyseem heeft soms als oorzaak dat het lichaam een bepaalde proteïne niet aanmaakt. De melk van de genetisch aangepaste schapen bevat dit eiwit, dat als geneesmiddel kan dienen.
Ook het hormoon insuline, dat bepaalde diabetespatiënten niet aanmaken, wordt tegenwoordig door genetisch gemodificeerde micro-organismen geproduceerd. Vroeger werd insuline gewonnen uit alvleesklieren van runderen en varkens. Menselijke insuline heeft bij mensen voordelen omdat er veel minder kans op immunologische reacties is.

### Correctie genetische afwijkingen

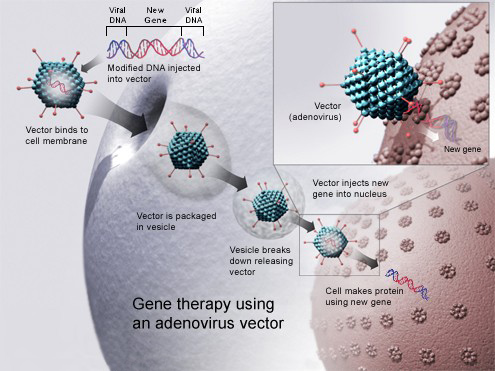
Gentherapie met gebruik van een adenovirus vector.
Een nieuw gen wordt ingevoegd in een adenovirus-vector, dat dan wordt gebruikt om het gewijzigde DNA in te brengen in een menselijke cel. Is de behandeling succesvol, dan zal het nieuwe gen functionele proteïnes aanmaken.

Sommige ziekten worden veroorzaakt door één enkel, kapot gen. Inbrengen van het correcte gen in een speciale groep cellen (bijvoorbeeld in het beenmerg) zou in de toekomst tot genezing van zulke ziektes kunnen leiden. (zie gentherapie)

### Bescherming gewassen
Gewassen kunnen worden aangepast met genetische technologie zodat:
- de houdbaarheid van de geoogste gewassen wordt verhoogd;
- het op het veld staande gewas resistent is tegen (geen schade ondervindt van) specifieke, krachtige bestrijdingsmiddelen. Deze bestrijdingsmiddelen kunnen dan bij de teelt worden ingezet tegen ongewenste plantengroei (onkruid);
- het gewas zelf antibiotica of schimmelwerende eiwitten aanmaakt, zodat ze minder vatbaar is voor veel voorkomende plantenziekten.

## Toelating nieuwe rassen
Sinds 2004 is het mogelijk om in de Europese Unie genetisch gemodificeerde rassen te verbouwen. In Nederland wordt door het bedrijfsleven aan een overeenkomst gewerkt, waarbij o.a. afstanden tussen velden met ggo-rassen en velden met traditionele rassen en bufferzones worden vastgesteld. Ook zal er een waarborgfonds voor schadegevallen worden ingesteld. Met name de biologische landbouw is bevreesd voor besmetting met materiaal van ggo's.

## Ethische vraagstukken
Voorstanders van genetische modificatie stellen dat de technologie niet schadelijk is, en dat het gebruik ervan noodzakelijk is om de voedselproductie net zo hard te laten groeien als de wereldbevolking. Anderen stellen echter dat de voedselproblematiek meer te maken heeft met distributie dan met productie, en dat de bevolkingsgroei een direct gevolg is van de ongelijke distributie van voedsel (en welvaart).
Tegenstanders stellen dat genetische modificaties tot onvoorziene consequenties kunnen leiden, zowel bij de gemodificeerde organismen als in hun omgeving. Er zijn bijvoorbeeld maïszaden ontwikkeld die giftig zijn voor plantenetende insecten (bt corn) die aan kruisbestuiving hebben gedaan met andere varianten van wilde en gedomesticeerde maïs en zo de relevante genen op onbedoelde wijze verspreid hebben.
Anti-gentech groepen zien in het vrijlaten van genetische gemodificeerde organismen het openen van een doos van Pandora, die uiteindelijk kan leiden tot de ineenstorting van de moderne landbouw, en dus tot een afname in plaats van een toename van de voedselproductie. Er is geen manier om zeker te stellen dat de genetische gemodificeerde organismen onder controle blijven; het gebruik van deze technologie buiten veilige laboratoria brengt ernstige risico's met zich mee voor de toekomst.
Tegen het toepassen van cisgenese bestaat minder weerstand dan tegen transgenese.
Bedrijven, zoals Monsanto, die onderzoek naar genetische modificatie doen, nemen patenten op de door hen geproduceerde rassen. Boeren wordt ook het recht ontnomen om eigengewonnen zaaizaad, zonder een vergoeding hiervoor aan de kweekbedrijven te betalen, te gebruiken. De gekweekte resistentie tegen bestrijdingsmiddelen geldt met name voor bestrijdingsmiddelen (zoals Roundup) van diezelfde veredelingsbedrijven. Zo kunnen boeren steeds afhankelijker worden van deze grote multinationale bedrijven.

### Economische en politieke effecten
Veel opponenten van de genetische modificaties geloven dat het toenemende gebruik van gentech heeft geleid tot de grootste machtsverschuiving in de landbouw ooit. Biotech bedrijven krijgen steeds meer controle over de voedselproductieketen en over boeren die gentech producten gebruiken.
Veel voorstanders van de huidige gentechnieken geloven dat deze leiden tot hogere opbrengsten en winsten voor boeren, met name in derdewereldlanden.
In Venezuela is het gebruik van genetisch gemodificeerde zaden verboden sinds april 2004.
De Nederlandse regering heeft in december 2004 de Nederlandse verkoop verboden van een genetisch gemodificeerd visje, dat oplicht onder uv-bestraling. Deze eigenschap was het gevolg van een ingebracht, gemodificeerd gen. Er waren echter geen aanwijzingen dat het visje hieronder leed.

### Beroepscode voor biotechnologen
Om wetenschappers aan te sporen zorgvuldig en gewetensvol te werken en de ethische discussie aan te gaan, is er een adviserende beroepscode opgesteld door de Nederlandse Biotechnologische Vereniging. Op basis van deze beroepscode kan een wetenschapper weigeren bepaalde experimenten uit te voeren. Er zijn vertrouwenspersonen beschikbaar die de legitimiteit van de bezwaren kunnen toetsen.

## Controle
In Nederland houdt het Wageningen Food Safety Research (WFSR) zich bezig met de veiligheid van de voedingsmiddelen die op de Nederlandse markt verkocht worden. Ook genetisch gewijzigde voedingsmiddelen ondergaan deze controle.

## Onderzoek
De TU Delft heeft een afdeling biotechnologie die onder de faculteit Technische Natuurwetenschappen valt. Binnen het Wageningen Universiteit en Researchcentrum doet het onderzoeksinstituut Plant Research International (PRI) onderzoek naar de mogelijkheden om planten te gebruiken bij oplossingen voor voedsel-, grondstoffen- en energievraagstukken. Een onderzoeksprogramma van PRI naar genomica, Genomica geheten, is gespecialiseerd in de analyse van DNA. Ook de afdeling Biobased Commodity Chemistry dat onderzoek doet naar bioraffinage. De organisatie die in Nederland een belangrijke rol heeft bij de beoordeling van veiligheid, COGEM, is meermalen in opspraak geraakt wegens mogelijke belangenverstrengeling en tekort aan tijd en menskracht bij het maken van beoordelingen. De Vlaamse universiteiten centraliseren hun onderzoek in het Vlaams Interuniversitair Instituut voor Biotechnologie (VIB).